# Августа Магдалена Гессен-Дармштадтська
Августа Магдалена Гессен-Дармштадтська (нім. Auguste Magdalene von Hessen-Darmstadt, 1657—1674) — німецька шляхтянка, донька ландграфа Гессен-Дармштадтського Людвіга VI та Марії Єлизавети Гольштейн-Готторпської. Поетеса.

## Біографія

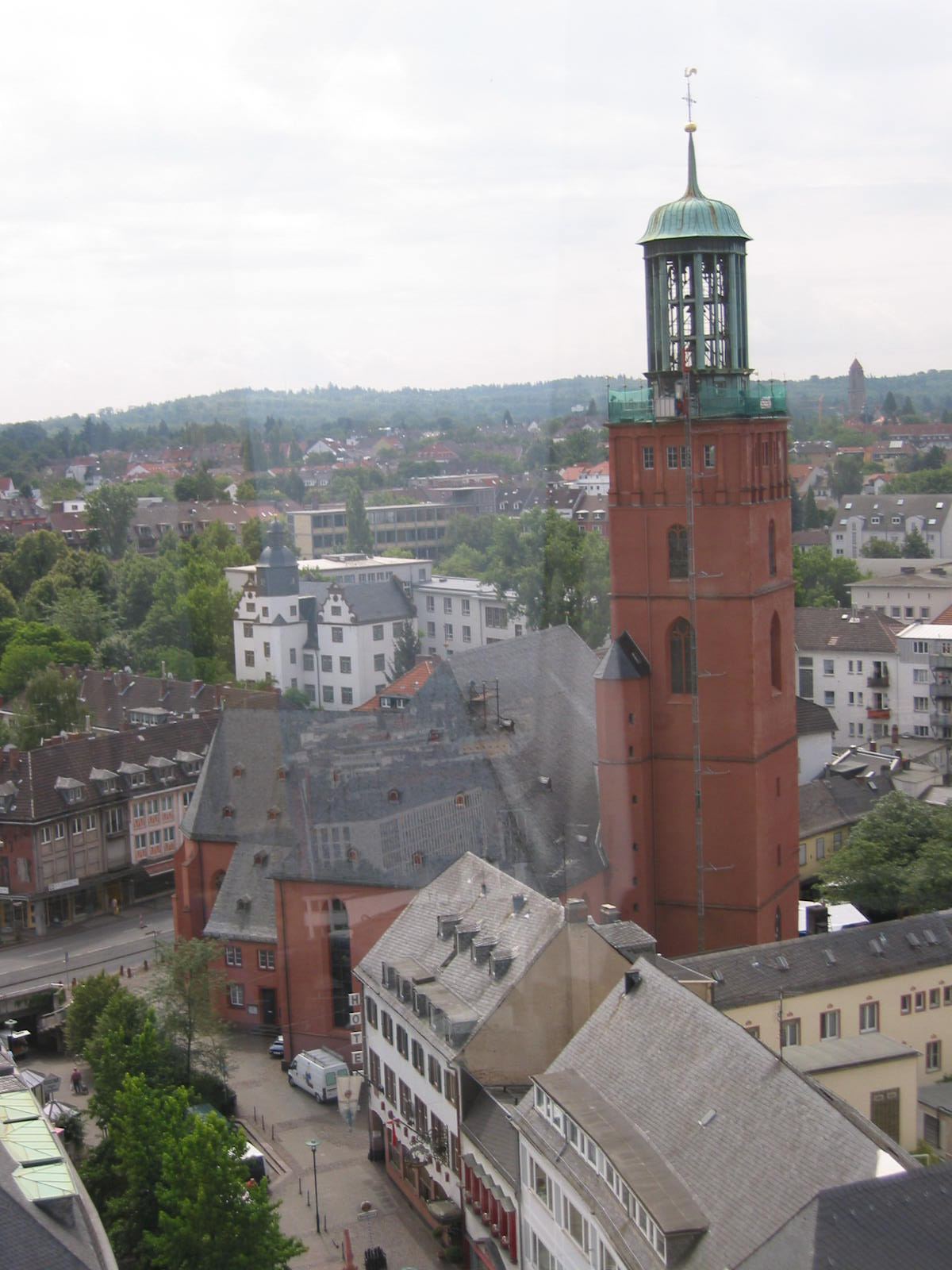
Церква, де похована Августа Магдалена

Августа Магдалена народилась 6 березня 1657 року в Дармштадті. Вона була п'ятою дитиною і четвертою донькою спадкоємного принца Гессен-Дармштадту Людвіга і його першої дружини Марії Єлизавети Гольштейн-Готторпської. Старший брат Георг і сестра Марія Елеонора померли ще до її народження. Живими залишалися сестри Магдалена Сибілла та Марія Єлизавета. Згодом у родині народилися ще брати Людвіг та Фрідріх і сестра Софія Марія.
Батько Августи Магдалени став 1661 року ландграфом Гессен-Дармштадтським Людвігом IV. Мати померла 1665 року під час пологів. Через півтора року в дівчинки з'явилась мачуха — Єлизавета Саксен-Альтенбурзька.
Як і батько, і сестра Магдалена Сибілла, Августа Магдалена спробувала себе у письменництві. Вона оформила псалми Давіда у німецькі вірші та написала книгу віршів «Die Thür zur deutschen Poesie».
Померла Августа Магдалена сімнадцятирічною і була похована у міській церкві Дармштадту.